# Spectrum Dermatologie
Spectrum Dermatologie (Eigenschreibweise SPECTRUM Dermatologie) ist eine österreichische Fachzeitschrift für Dermatologen und dermatologisch interessierte Ärzte anderer Fachrichtungen, z. B. Allgemeinmediziner.

## Inhalt
Das Medium dient der Fortbildung für Dermatologen und dermatologisch interessierte Allgemeinmediziner. Dabei wird das Fachgebiet der Dermatologie abgebildet, von infektiösen oder chronisch-entzündlichen Hauterkrankungen über die Dermatoonkologie bis hin zur ästhetischen Dermatologie. Publiziert werden von Experten verfasste Übersichtsartikel, Studienzusammenfassungen, Fallbeispiele, aber auch Experten-Interviews. Neben der Printausgabe gibt es auch eine Online-Ausgabe der Fachzeitschrift. Zu jeder Ausgabe wird ein Newsletter an die relevante Zielgruppe verschickt.
Die Zeitschrift ist in der elektronischen Zeitschriftendatenbank für Mediziner verfügbar.
Spectrum Dermatologie wurde 2007 gegründet und erschien zunächst halbjährlich. Gründungsherausgeber waren Hubert Pehamberger und Rainer Kunstfeld von der Abteilung für Dermatologie der Medizinischen Universität Wien. Inzwischen erscheint die Fachzeitschrift viermal jährlich: im März, Mai September und November. Im Jahr 2018 wurde das Editorialboard um Christoph Höller und  Constanze Jonak aus der Abteilung für Dermatologie der Medizinischen Universität Wien erweitert. Zusätzlich wurde ein Advisory-Board installiert, dem über 20 österreichische Dermatologen angehören.